# Pont de Sangüesa
El pont de Sangüesa, també conegut com a pont de ferro, pont metàl·lic o pont sobre el riu Aragó, és un pont de ferro que creua el riu Aragó al seu pas per la localitat navarresa de Sangüesa (Espanya). Està construït al lloc on se situava un pont medieval de pedra.
El pont original de pedra va ser construït entre 1089 i 1093 per ordre del rei Sanç Ramires, i servia de pas entre Navarra i Aragó. A més del pont, va decidir construir l'església de Santa Maria la Real i un palau. La posició del pont va determinar, ja en 1222 amb la repoblació de Sangüesa la Nova, el traçat de la rua Major de la localitat, que va servir com a punt de partida per a la planificació de la ciutat. El pont medieval tenia set arcs de mig punt, amb l'arc central més gran, i amb una longitud total de 120 metres.
El 16 de maig de 1891 la Diputació Foral de Navarra i la Societé Anonyme de Construction et des Ateliers de Willebroeck de Brussel·les van arribar a un acord per a la construcció d'un nou pont de ferro. Es van enderrocar els tres arcs centrals de pedra i es van substituir per un pont de ferro de 67,70 m de llum, amb dues bigues de gelosia de 6,75 m d'alt. El pont va acabar de construir-se el 15 de novembre de 1891 i va costar 89 000 francs. El pont ha sofert diversos arranjaments menors i manteniment periòdic i unes reparacions en 1984.